# Raul Azedo

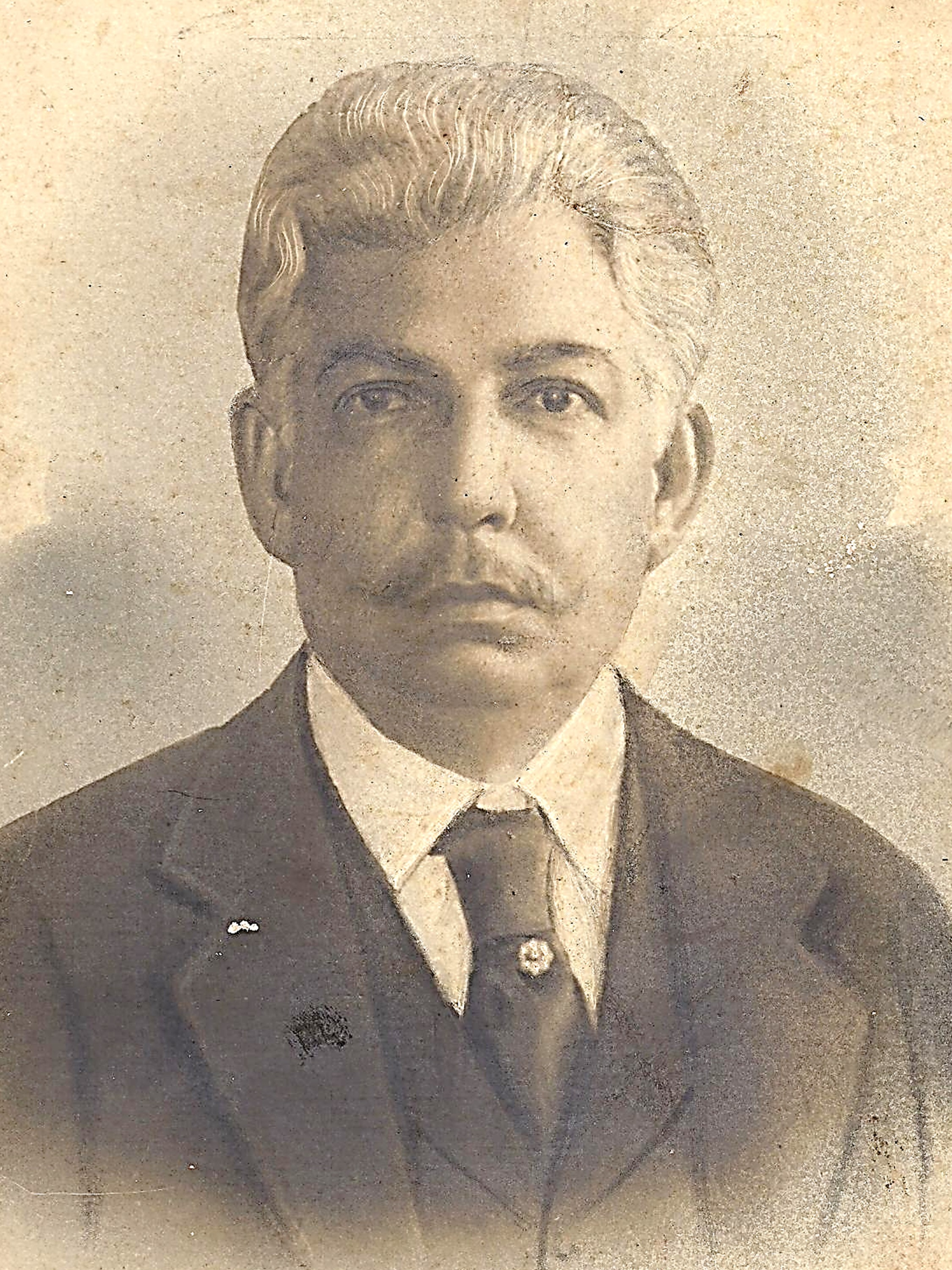
Imagem de álbum de família, digitalizada e aprimorada.

Raul d'Almeida Alves Azedo (Itaparica, 3 de janeiro de 1869 — Rio de Janeiro, 12 de junho de 1933) foi um Médico e Jornalista baiano com atuação no Recife. 
Faleceu no Rio de Janeiro.

## Jornalista
Jornalista atuante, fundou, juntamente com Joaquim Pimenta, em 13 de setembro de 1921, o periódico O Povo. Sempre contestador e progressista, também fundou o periódico  Tacape em 1928. Em sua fundação teve a parceria dos também jornalistas Joaquim Pimenta, Metódio Maranhão e João Barreto de Menezes.
Fundou, também, O Libertador em 1930.
Com ideias comunistas,  apoiou a criação e divulgação do Grupo Clarté no Rio de Janeiro.

## Médico
Diplomou-se médico em 1891, pela Faculdade de Medicina da Bahia.
Em 1900 participou de uma comissão de médicos que identificou o saturnismo nos moradores do Recife, por conta do encanamento de água da Companhia do Beberibe, que foi trocado em atendimento ao parecer da comissão. 
Atuou também como clínico, atendendo os pobres na sua residência. 
Produzia o Iodo fosfatado, para tratamento de tuberculose.

### Livro publicado
Sobre o assunto saturnismo, publicou Aguas potaveis e encanamentos de chumbo (memoria historica do saturnismo do Recife) - Recife : Empreza d'A Provincia, 1906.

## Professor
Foi catedrático de Zoologia da Escola Livre de Engenharia e Agronomia de Pernambuco.
Foi Diretor de Instrução Pública do Estado de Pernambuco.
Mudou-se para o Rio de Janeiro, onde dirigiu uma escola pública. 

## Outras referências
- O Dr. Raul Azedo e seu recurso ao Conselho Superior de Ensino contra a Faculdade de Direito do Recife